# Knjižnica Miklova hiša Ribnica
Knjižnica Miklova hiša Ribnica je osrednja splošna knjižnica s sedežem na Škrabčevem trgu 21 (Ribnica).